# Yemen: The Silent War
Yemen: The Silent War (en español Yemen: La guerra silenciosa) es un cortometraje documental de 2018 dirigido por el cineasta yemení Sufian Abulohom sobre la Guerra de Yemen. El documental de 11:26 minutos narra la historia de los yemeníes viviendo en el campo de refugiados de Markazi. 

## Trama
El documental cuenta las historias de refugiados yemeníes que viven en el campo de refugiados de Markazi. Después de que la guerra comenzó en Yemen a principios de 2015, más de 3 millones de personas han sido desplazadas internamente y alrededor de 180,000 personas han huido del país. Miles de refugiados yemeníes han regresado a Yemen prefiriendo la incertidumbre de la guerra en lugar de las condiciones de los campamentos. Según la actualización de la operación interinstitucional del Alto Comisionado de las Naciones Unidas para los Refugiados (ACNUR) en octubre de 2017, un total de 2,170 yemeníes permanecen en el campo de refugiados de Markazi en Obock, Yibuti.

## Recepción
La película fue elogiada por el uso de la animación de dibujo a mano descrita por Richard Propes de The Independent Critic como "La decisión más impactante tomada por Abulohom".
Propes también describió el documental como "una película devastadora para experimentar" y elogió la capacidad de Abulohom para capturar las historias "de manera simple pero poderosa".
Chris Olson de UK Film Review lo calificó de "visceralmente triste" y "emocionalmente feroz".
Nimisha Menon de Indie Shorts Mag describió la película como una representación brutal de tiempos aún más brutales. 

## Premios y nominaciones
| Año  | Premio             | Categoría                     | Ref.  |
| ---- | ------------------ | ----------------------------- | ----- |
| 2019 | DOC LA             | Mejor documental animado      | [ 2 ] |
| 2018 | Impact Docs Awards | Mejor cortometraje documental | [ 2 ] |